# Fuzzy logika
Fuzzy logika (česky též mlhavá logika) je podobor matematické logiky postavené na Zadehově teorii fuzzy množin. Logické výroky v ní mohou nabývat hodnot na spojitém uzavřeném intervalu <0; 1>. Funkce příslušnosti v teorii fuzzy množin tak každému prvku přiřazuje příslušnost k množině ve spojitém uzavřeném intervalu <0; 1> Fuzzy logika umožňuje vyjádřit spojitě proměnnou příslušnost prvku k množině, tak umožňuje matematicky vyjádřit hodnotu reprezentovanou pojmy „trochu“, „dost“ nebo „hodně“ apod. 
Fuzzy logika se tak liší od klasické výrokové logiky, která používá pouze dvě logické hodnoty, obvykle označované 0 - 1 nebo ANO – NE apod.  Fuzzy logika náleží mezi vícehodnotové logiky.
Fuzzy logika nachází řadu důležitých použití. Může být pro řadu reálných rozhodovacích úloh vhodnější než klasická matematická logika, mnohdy usnadňuje návrh složitých řídicích systémů a též umožňuje dosahovat vhodnějších průběhů řízených procesů. Ale našla použití třeba i v lingvistice, umělé inteligenci a v mnoha dalších oborech.

## Etymologie
Název vychází z anglického slova fuzzy – mlhavý, nejasný, neostrý, neurčitý; původní význam roztřepený.

## Motivace vzniku
Motivace vzniku fuzzy množin a návazně fuzzy logiky byla vytvořit nástroj, který by umožňoval prostředky exaktního světa reprezentovat (modelovat) vágnost lidského poznání a sdělování. Fuzzy logika, jako exaktní disciplina může modelovat pouze sdělitelnou vnější vágnost.Vnitřní vágnost (vnitropsychickou) vyskytující se v konotaci (vágní, subjektivní a emocionálně zabarvené interpretaci) jazykové konstrukce, nelze uchopit nástroji exaktního světa .
Vzniká tak zásadní problém převedení inherentně vágních (vnitřní vágnost) lidských znalostí do exaktního světa se zakázanou vnitřní vágností, kde by mohly být reprezentovány formálním jazykem vybaveným nástrojem reprezentace vnější vágnosti. Takový převod je možno uskutečnit pouze lidským prostředníkem, který dostatečně přesně odhadne míru vnitřní vágnosti zkoumané znalosti lidského respondenta či jejich skupiny a erudovaně ji přiřadí fuzzy hodnotu z dané množiny hodnot. Převod z přirozeného jazyka do umělého formálního jazyka fuzzy logiky provedený lidským prostředníkem je vágní, tedy poznamenaný nejistotou, neboť významy jazykových konstrukcí přirozeného jazyka jsou každým člověkem přiřazovány prostřednictvím emotivní, subjektivní a vágní konotace, měnící se od člověka k člověku, ale pro každého i v čase.
V tomto tématu je podstatné, že L. A. Zadeh ve své době nevěděl, že existují dva nezaměnitelné typy vágnosti. Vágnost vnitřní (lidská, vnitropsychická a v exaktním světě nepřípustná) a vágnost vnější, která může být součástí jak lidské psýchy, tak exaktního světa, a že je nutno je patřičně rozlišovat. Jedná, jako by vágnost byla pouze jednoho typu, jakási univerzální. Nevěděl, že tak se pokouší překročit nepřekročitelnou propast mezi exaktním světem (matematika, formální logiky, programovací jazyky ...) s vyloučenou (zakázanou) vnitřní vágností interpretace všech použitých jazykových konstruktů a lidskou psýchou postavenou na inherentní vnitřní vágnosti veškeré získávané a zpracovávané informace a inherentně vágní interpretaci viz Konotace všech konstruktů přirozeného jazyka.[zdroj⁠?!]
Fuzzy logika byla zavedena roku 1965 Lotfim Zadehem z Kalifornské univerzity v Berkeley. Vznikla z jeho teorie fuzzy množin,, Navazuje na modální logiku. Stala se předmětem zájmu matematiků a stále se vyvíjí.
A basic difference between perception and measurement is that, in general, measurements are crisp whereas perceptions are fuzzy. In a fundamental way, this is the reason why to deal with perceptions it is necessary to employ a logical system that is fuzzy rather than crisp.
Lotfi Zadeh
Což lze česky vyjádřit:
Základní rozdíl mezi vnímáním a měřením je ten, že obecně vzato měření je ostré, zatímco vnímání je neurčité (fuzzy). V podstatě je to důvod, proč při zacházení s vnímáním je nutné použít logický systém, který je spíš neurčitý než ostrý.

L. A. Zadeh tímto textem říká, že lidské vnímání (i následné sdělení výsledků) je inherentně vágní a je tedy druhou osobou vždy interpretováno (chápáno) vágně, subjektivně a emocionálně a závisle na čase, tedy neostře (chápáno v Zadehově smyslu).  Naproti tomu výsledky měření udávané číselně, lidé chápou naprosto identicky, bez pochyb (Zadeh říká ostře, tedy nevágně). Zde se tedy nejedná o to, zda výsledky měření jsou správné nebo dostatečně přesné, to je jiné téma. Zadehem zavedené pojmy vágní a ostrý i jejich anglické tvary fuzzy a grisp se vžily a staly se uznávanými vědeckými pojmy a anglické tvary se užívají i v odborné češtině.
L. A. Zadeh přichází s myšlenkou, (ostrou) dvouhodnotovou (0 - 1, nebo též ANO – NE) formální logiku rozšířit o nástroj popisu neurčitosti, tak, že ji jistým způsobem přetvoří na vícehodnotovou logiku se spojitým přechodem mezi hodnotami ANO - NE. Každá formální logika (matematická logika), a tak i fuzzy logika, je postavena jako exaktní věda, její jazyk je umělý formální jazyk s exaktní interpretací a jinou mít nesmí. Formální jazyk je schopen popisovat pouze entity exaktního světa, což konstrukty přirozeného jazyka s vágní, subjektivní a emocionální interpretací (říkáme jí konotace) nejsou. 
Zadehovi se jedná o to, jak inherentně vágní výroky přirozeného jazyka převést do formálního jazyka, jímž v tomto případě je fuzzy logika. Pro některé zájemce o fuzzy logiku, kteří se smíří s nepřesnými a v experimentu (vyzpovídání respondentů) neopakovatelnými daty, může být Zadehova myšlenka přijatelná, pro jiné s přísnějšími požadavky nikoli a mohou ji považovat za mylnou. V každém případě však fuzzy logika jako taková má řadu jiných úspěšných použití, neboť každý nástroj jazyka umožňující rozšířit ho o schopnost reprezentovat neurčitost, rozšiřuje jeho vyjadřovací sílu, tedy schopnost vypovídat o entitách, bez neurčitosti nedosažitelných viz též Jazyk (lingvistika), Věda. Fuzzy logika umožňuje modelovat procesy s neurčitostí . Tak fuzzy logika nachází řadu důležitých použití, např. může být pro řadu reálných rozhodovacích úloh vhodnější než klasická formální (matematická) logika, též usnadňuje návrh složitých řídicích systémů a umožňuje přitom dosahovat vhodnějších průběhů řízených procesů. Ale našla použití třeba i v lingvistice. a v mnoha dalších oborech
Fuzzy logika nakonec dobře slouží jiným účelům, než pro které vznikla. Je efektivní variantou ke stochastickým nástrojům pro reprezentaci neurčitosti.
K matematické reprezentaci neurčitosti je třeba dodat vysvětlení. Matematická reprezentace neurčitosti znamená, že matematika nabízí nástroj pro uchopení kvantifikované neurčitosti. Neurčitost nemá původ v matematice, ale v poznání reálného světa (viz věda, informace, Jazyk (lingvistika)). Pokud se nalezne metoda, jak neurčitost kvantifikovat, stává se tato veličinou (má hodnoty – v případě fuzzy reprezentace má fuzzy hodnoty, v případě stochastické reprezentace má pravděpodobností hodnoty), a tak se stává součástí exaktního světa, a lze tak použít matematikou nabízené nástroje. Tak může být neurčitost matematicky reprezentována.[zdroj⁠?!]
Pro použití fuzzy logiky zamýšlené Zadehem je kvantifikací výše uvedené vyzpovídání respondentů a takto získaným výsledkům přiřazení vhodných fuzzy hodnot. Při technické aplikaci např. automatickém řízení daného procesu, se fuzzy hodnoty stanoví již kvantifikovaně z hlediska požadovaného průběhu řízeného procesu. Vše se tak odehrává v exaktním světě, není tam Zadehův přechod od lidského posuzování (např. co je příjemně vlahá voda v koupeli, a co už je příliš studená) do exaktního světa fuzzy logiky.[zdroj⁠?!]

## Matematická reprezentace dvou typů neurčitosti
Fuzzy logika je matematický model vágnosti a používá stupeň příslušnosti prvku k množině jako Zadehovu míru ostrosti  konotace, tak ostrosti významu. Tato míra ostrosti je ovlivňována filtrem poznání, jímž v přirozeném lidském poznání je vágnost. Naproti tomu v exaktní vědě se používá diskrétní Newtonův filtr poskytující informaci s nulovou (vnitřní) vágností. Pak je konotace exaktní (v Zadehově terminologii ostrá) a tak interpersonální a říká se jí interpretace. Sdělování je exaktní, každý příslušně vzdělaný člověk chápe význam informace identicky.
V porovnání se Zadehovou mírou ostrosti konotace, se nyní jedná o neurčitost informace způsobenou neurčitostí poznání, tak neurčitosti (náhodnosti) v popisu zkoumaného jevu. Princip je ten, že pokud se má poznání vůbec uskutečnit, musí se připustit jistá míra neurčitosti získaných výsledků. Jednoduchým příkladem je stanovení dráhy vystřeleného projektilu, kdy energie prachové náplně je možno znát pouze statisticky, rovněž tak hustotu a pohyb vzduchu v prostoru… Takto je zapříčiněná neurčitost v poznání v makrosvětě, v mikrosvětě k neurčitosti poznání přispívá ještě Heisenbergův princip neurčitosti. Pouze velmi idealizované případy v makrosvětě lze zkoumat bez připuštění neurčitosti.
Zatím co v poznání exaktní vědou lze rozeznávat oba typy neurčitosti (kdy však vnitřní vágnost musí být nulová), v přirozeném lidském poznání se uplatňuje pouze jeden typ a to vágnost. Uplatňuje se jak v neurčitosti získané informace (dané filtrem poznání), tak i v míře ostrosti její konotace, tedy přesnosti významu a tak i sdělování. Jinými slovy informace získaná filtrem vágnosti je vágní a i její sdělení (konotace jazykové konstrukce) je rovněž vágní.

## Základní pojmy

### Výrok
Atomické výroky jsou definovány funkcí příslušnosti, ostatní výroky pomocí logických operací. Konjunkce pomocí minima, disjunkce pomocí maxima, negace pomocí doplňku a implikace pomocí ostatních logických operací či uspořádání.

### Fuzifikace a defuzifikace
- fuzzifikace - převedení ostré množiny na fuzzy množinu a související převod logických vztahů.[28]
- defuzzifikace - převedení fuzzy proměnné či množiny na odpovídající ostré protějšky. Používají se různé, převážně statistické metody.[29]

## Podobnost s jinými disciplínami nebo modely
Stupeň příslušnosti je někdy omylem zaměňován s pravděpodobností. Tyto pojmy jsou ale rozdílné. Fuzzy hodnota je přiřazena funkcí příslušnosti k fuzzy množinám a nepředstavuje pravděpodobnost nějakého jevu.[chybí lepší zdroj]
Jinou vědní disciplínou, která se zdá využívat principů fuzzy logiky, je kvantová fyzika, která též počítá s tím, že mohou existovat i stavy, u kterých je výsledek měření předpověditelný pouze v rámci pravděpodobnosti.[zdroj?]

## Příklady

Aplikace fuzzy logiky na měření teploty umožňuje používat pojmy jako „studená voda“, „teplá voda“, „horká voda“, které nemají striktní hranice. Svisle je vyznačena teplota, kterou by šlo lidsky označit za "mnohem více studenou než teplou a rozhodně ne horkou". Fuzzy regulátor by navrhl tři akční zásahy odpovídající třem vyobrazeným křivkám (např. (1) když studená, topit naplno; (2) když teplá, topit trochu; (3) když horká, tak netopit). A z těchto tří možností by se výstupní hodnota zásahu regulátoru.

- Mějme 30 ml vody ve stomililitrové sklenici spolu a dvě fuzzy množiny: Plná a Prázdná. Naše částečně naplněná sklenice pak přísluší z 0,7 k Prázdné a z 0,3 k Plné.
- Fuzzy regulátor teploty (vizte obrázek)